# اچ‌ام‌اس وولاگ (۱۸۰۷)
اچ‌ام‌اس وولاگ (۱۸۰۷) (به انگلیسی: HMS Volage (1807)) یک کشتی بود که طول آن ۱۱۸ فوت ۲ ۱⁄۲ اینچ (۳۶٫۰ متر) بود. این کشتی در سال ۱۸۰۷ ساخته شد.